# Банановый сплит

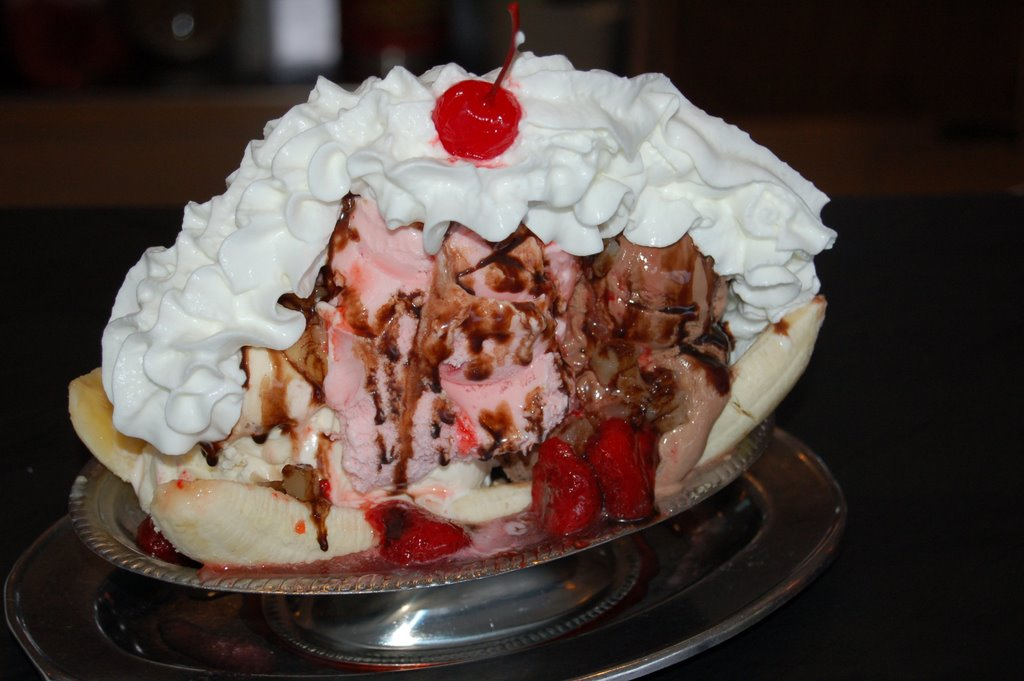
Традиционный банановый сплит в Массачусетсе

Банановый сплит (англ. banana split) — американский десерт из мороженого, разновидность сандея. Банановый сплит появился в первом десятилетии XX века, на звание его родины претендуют Латроб в Пенсильвании и Уилмингтон в Огайо. Десерт обрёл популярность после 1892 года, когда United Fruit Company приступила к масштабным поставкам бананов в США.
В классическом варианте бананового сплита на очищенный и разрезанный вдоль банан в продолговатой тарелке-лодочке выкладывают по шарику ванильного, шоколадного и клубничного мороженого. Банановый сплит сверху гарнируют ананасовым, клубничным и шоколадным соусами или иными подходящими по вкусу сиропами, например, баттерскотч. Сверху банановый сплит украшают взбитыми сливками, рублеными орехами и мараскиновой вишней. Вариант десерта из мороженого с бананом, нарезанным ломтиками, именуется «плавучим домом» (англ. houseboat).